# Laureați ai Premiului Nobel după țară
Laureații Premiului Nobel sunt listați după țară. 776 persoane și organizații au obținut premiul Nobel (octombrie 2005).
Lista arată naționalitatea laureaților, așa cum a fost declarată pe site-ul oficial al Premiului Nobel. Unii laureați sunt trecuți la mai multe țări: de exemplu dacă țara natală și /sau naționalitatea diferă de țara de reședință. În acest caz, asteriscul (*) apare lângă numele său când este listat sub țara natală, și țara natală apare cu caractere italice lângă numele său în toate celelalte liste..
Organizațiile care au fost fondate într-o singură țară sunt marcate prin două asteriscuri (**).

## Africa de Sud
1. J. M. Coetzee, Literatură, 2003
2. Sydney Brenner*, Fiziologie sau Medicină, 2002
3. F.W. de Clerk, Pace, 1993
4. Nelson Mandela, Pace, 1993
5. Nadine Gordimer, Literatură, 1991
6. Desmond Tutu, Pace, 1984
7. Allan M. Cormack*, Fiziologie sau Medicină, 1979
8. Albert Lutuli, Pace, 1960
9. Max Theiler, Fiziologie sau Medicină, 1951[1]

## Argentina
1. Adolfo Pérez Esquivel, Pace, 1980
2. Bernardo Houssay, Fiziologie sau Medicină, 1947
3. Carlos Saavedra Lamas, Pace, 1936
4. Luis Federico Leloir, Chimie, 1970
5. César Milstein*, Fiziologie sau Medicină, 1984

## Australia
1. Barry Marshall, Fiziologie sau Medicină, 2005
2. J. Robin Warren, Fiziologie sau Medicină, 2005
3. Peter Doherty, Fiziologie sau Medicină, 1996
4. John Warcup Cornforth*, Chimie, 1975
5. Patrick White, Regatul Unit, Literatură, 1973
6. John Carew Eccles, Fiziologie sau Medicină, 1963
7. Sir Frank Macfarlane Burnet, Fiziologie sau Medicină, 1960
8. Sir Howard Florey*, Fiziologie sau Medicină, 1945
9. William Lawrence Bragg*, Fizică, 1915 (cel mai tânăr laureat)

## Austria
1. Samuel Joseph Agnon*, (atunci Austro-Ungaria, acum Ucraina), Literatură, 1966
2. Robert Bárány*, (atunci Austro-Ungaria), Fiziologie sau Medicină, 1914
3. Alfred Hermann Fried, (atunci Imperiul Austriac ), Pace, 1911
4. Karl von Frisch*, (atunci Austro-Ungaria), Fiziologie sau Medicină, 1973
5. Elfriede Jelinek, Literatură, 2004
6. Eric R. Kandel*, Fiziologie sau Medicină, 2000
7. Walter Kohn*, Chimie, 1998
8. Konrad Lorenz, (atunci Austro-Ungaria), Fiziologie sau Medicină, 1973
9. Wolfgang Pauli, (atunci Austro-Ungaria), Fizică, 1945
10. Erwin Schrödinger, (atunci Austro-Ungaria), Fizică, 1933
11. Bertha von Suttner, (atunci Imperiul Austriac, acum Cehia), Pace, 1905
12. Richard Adolf Zsigmondy*, (atunci Austro-Ungaria), Chimie, 1925

## Autoritatea Națională Palestiniană
1. Yasser Arafat, Pace, 1994

## Bangladesh
1. Rabindranath Tagore, India, Literatură, 1913 (primul laureat Nobel asiatic)

## Belgia
1. Institute of International Law**, Pace, 1904
2. Auguste Beernaert, Pace, 1909
3. Albert Claude, Fiziologie sau Medicină, 1974
4. Christian de Duve, Regatul Unit, Fiziologie sau Medicină, 1974
5. Corneille Heymans, Fiziologie sau Medicină, 1938
6. Henri La Fontaine, Pace, 1913
7. Maurice Maeterlinck, Literatură, 1911
8. Georges Pire, Pace, 1958
9. Ilya Prigogine, Chimie, 1977
10. Médecins Sans Frontières**, Pace, 1999

## Bosnia și Herțegovina
1. Ivo Andric, (atunci parte din Austro-Ungaria), Literatură, 1961
2. Vladimir Prelog*, (atunci parte din Austro-Ungaria), Chimie, 1975

## Brazilia
1. Peter Medawar*, Fiziologie sau Medicină, 1960

## Bulgaria
1. Elias Canetti*, Literatură, 1981

## Canada
1. Frederick G. Banting, Fiziologie sau Medicină, 1923
2. Saul Bellow*, Literatură, 1976
3. Bertram N. Brockhouse, Fizică, 1994
4. Gerhard Herzberg, Germania, Chimie, 1971
5. David H. Hubel*, Fiziologie sau Medicină, 1981
6. Charles B. Huggins*, Fiziologie sau Medicină, 1966
7. John James Richard Macleod, Scoția, Fiziologie sau Medicină, 1923
8. Robert Mundell*, Economie, 1999
9. Lester B. Pearson, Pace, 1957
10. John C. Polanyi, Germania, Chimie, 1986
11. Pugwash Conferences on Science and World Affairs, Pace, 1995
12. Richard E. Taylor, Fizică, 1990
13. Michael Smith, Chimie, 1993
14. William Vickrey, Economie, 1996
15. Willard S. Boyle*, Fizică, 2009
16. Alice Munro, Literatură, 2013

## China
1. Liu Xiaobo, Pace, 2010
2. Tsung-Dao Lee, Fizică, 1957
3. Chen Ning Yang, Fizică, 1957
4. Charles Kao, Fizică, 2009

### Tibet
1. Tenzin Gyatso, Pace, 1989

## Chile
1. Gabriela Mistral, Literatură, 1945
2. Pablo Neruda, Literatură, 1971

## Columbia
1. Gabriel García Márquez, Literatură, 1982

## Coreea de Sud
1. Kim Dae-jung, Pace, 2000

## Costa Rica
1. Oscar Arias Sánchez, Pace, 1987

## Croația
1. Lavoslav Ruzicka*, (atunci Iugoslavia), Chimie, 1939

## Danemarca
1. Theodor Mommsen*, (atunci Danemarca, acum Germania), Literatură, 1902
2. Niels Finsen, Fiziologie sau Medicină, 1903
3. Fredrik Bajer, Pace, 1908
4. Henrik Pontoppidan, Literatură, 1917
5. Karl Adolph Gjellerup, Literatură, 1917
6. August Krogh, Fiziologie sau Medicină, 1920
7. Niels Henrik David Bohr, Fizică, 1922
8. Johannes Fibiger, Fiziologie sau Medicină, 1926
9. Henrik Dam, Fiziologie sau Medicină, 1943[2]
10. Johannes Vilhelm Jensen, Literatură, 1944
11. Aage Bohr, Fizică, 1975
12. Ben Mottelson, SUA, Fizică, 1975
13. Niels Kaj Jerne, Regatul Unit, Fiziologie sau Medicină, 1984
14. Jens Christian Skou, Chimie, 1997

## Egipt
1. Mohamed ElBaradei, Pace, 2005
2. Naguib Mahfouz, Literatură, 1988
3. Anwar Sadat, Pace, 1978
4. Ahmed H. Zewail, Chimie, 1999

## Elveția
1. Werner Arber, Fiziologie sau Medicină, 1978
2. Felix Bloch, Fizică, 1952
3. Daniel Bovet*, Fiziologie sau Medicină, 1957
4. Élie Ducommun, Pace, 1902
5. Henry Dunant, Pace, 1901
6. Albert Einstein, Germania, Fizică, 1921
7. Richard Ernst, Chimie, 1991
8. Edmond H. Fischer, China, Fiziologie sau Medicină, 1992
9. Charles Albert Gobat, Pace, 1902
10. Charles Edouard Guillaume, Fizică, 1920
11. Walter Rudolf Hess, Fiziologie sau Medicină, 1949
12. Herman Hesse, Germania, Literatură, 1946
13. Paul Karrer, Chimie, 1937
14. Theodor Kocher, Fiziologie sau Medicină, 1909
15. Georges J.F. Kohler, Germania, Fiziologie sau Medicină, 1984
16. Karl Alexander Müller, Fizică, 1987
17. Paul H. Müller, Fiziologie sau Medicină, 1948
18. Vladimir Prelog, Bosnia și Herțegovina, Chimie, 1975
19. Tadeus Reichstein, Fiziologie sau Medicină, 1950
20. Heinrich Rohrer, Fizică, 1986
21. Leopold Ruzicka, Chimie, 1939
22. Carl Spitteler, Literatură, 1919
23. Alfred Werner, Chimie, 1913
24. Rolf M. Zinkernagel, Fiziologie sau Medicină, 1996

## Finlanda
1. Frans Eemil Sillanpää, Literatură, 1939
2. Artturi Ilmari Virtanen, Chimie, 1945
3. Ragnar Granit*, Fiziologie sau Medicină, 1967

## Franța
1. Sully Prudhomme, Literatură, 1901
2. Frédéric Passy, Pace, 1901
3. Antoine Henri Becquerel, Fizică, 1903
4. Pierre Curie, Fizică, 1903
5. Marie Curie, Polonia, Fizică, și 1903 Chimie, 1911
6. Louis Renault, Pace, 1907
7. Paul-Henri-Benjamin d'Estournelles de Constant, Pace, 1909
8. Romain Rolland, Literatură, 1915
9. Léon Bourgeois, Pace, 1920
10. Anatole France, Literatură, 1921
11. Aristide Briand, Pace, 1926
12. Ferdinand Buisson, Pace, 1927
13. Henri Bergson, Literatură, 1927
14. Ivan Bunin, Rusia, Literatură, 1933
15. Frédéric Joliot, Chimie, 1935
16. Irène Joliot-Curie, Chimie, 1935
17. Roger Martin du Gard, Literatură, 1937
18. André Gide, Literatură, 1947
19. Léon Jouhaux, Pace, 1951
20. François Mauriac, Literatură, 1952
21. Albert Schweitzer, Germania, Pace, 1952
22. Albert Camus, Algeria, Literatură, 1957
23. Saint-John Perse, Guadeloupe, Literatură, 1960
24. Jean-Paul Sartre, Literatură, 1964 (a refuzat premiul)
25. François Jacob, Fiziologie sau Medicină, 1965
26. André Lwoff, Fiziologie sau Medicină, 1965
27. Jacques Monod, Fiziologie sau Medicină, 1965
28. René Cassin, Pace, 1968
29. Seán MacBride*, Pace, 1974
30. Roger Guillemin*, Fiziologie sau Medicină, 1977
31. Jean Dausset, Fiziologie sau Medicină, 1980
32. Claude Simon, Madagascar, Literatură, 1985
33. Pierre-Gilles de Gennes, Fizică, 1991
34. Georges Charpak, Fizică, 1992
35. Claude Cohen-Tannoudji, Algeria, Fizică, 1997
36. Gao Xingjian, China, Literatură, 2000
37. Yves Chauvin, Chimie, 2005
38. Albert Fert, Fizică, 2007

## Germania
1. Kurt Alder, Chimie, 1950
2. Robert Aumann*, Economie, 2005
3. Adolf von Baeyer, Chimie, 1905
4. J. Georg Bednorz, Fizică, 1987
5. Emil Adolf von Behring, Fiziologie sau Medicină, 1901
6. Friedrich Bergius, Chimie, 1931
7. Gerd Binnig, Fizică, 1986
8. Günter Blobel*, (acum Polonia), Fiziologie sau Medicină, 1999
9. Konrad Bloch*, Fiziologie sau Medicină, 1964
10. Heinrich Böll, Literatură, 1972
11. Carl Bosch, Chimie 1931
12. Walther Bothe, Fizică, 1954
13. Willy Brandt, Pace, 1971
14. Karl Ferdinand Braun, Fizică, 1909
15. Eduard Buchner, Chimie, 1907
16. Adolf Butenandt, Chimie, 1939
17. Hans G. Dehmelt*, Fizică, 1989
18. Johann Deisenhofer, Chimie, 1988
19. Max Delbrück*, Fiziologie sau Medicină, 1969
20. Otto Diels, Chimie, 1950
21. Gerhard Domagk, Fiziologie sau Medicină, 1939
22. Paul Ehrlich, Fiziologie sau Medicină, 1908
23. Manfred Eigen, Chimie, 1967
24. Albert Einstein*, Fizică, 1921
25. Rudolf Christoph Eucken, (atunci Hanover), Literatură, 1908
26. Ernst Otto Fischer, Chimie, 1973
27. Hans Fischer, Chimie, 1930
28. Hermann Emil Fischer, Chimie, 1902
29. Werner Forssmann, Fiziologie sau Medicină, 1956
30. James Franck, Fizică, 1925
31. Karl von Frisch, (atunci Austro-Ungaria, acum Austria), Fiziologie sau Medicină, 1973
32. Maria Goeppert-Mayer (*), Fizică, 1963
33. Günter Grass, (atunci Orașul liber din Danzig, acum Polonia), Literatură, 1999
34. Peter Grünberg, Cehia (atunci Protectoratul Boemiei și Moraviei), Fizică, 2007
35. Fritz Haber, Chimie 1918
36. Otto Hahn, Chimie 1944
37. Theodor W. Hänsch, Fizică, 2005
38. Gerhart Hauptmann, (atunci Prusia, acum Polonia), Literatură, 1912
39. Werner Karl Heisenberg, Fizică, 1932
40. Gustav Ludwig Hertz, Fizică, 1925
41. Gerhard Herzberg*, Chimie, 1971
42. Herman Hesse*, Literatură, 1946
43. Paul Johann Ludwig Heyse, (atunci Prusia), Literatură, 1910
44. Robert Huber, Chimie, 1988
45. J. Hans D. Jensen, Fizică, 1963
46. Bernard Katz*, Fiziologie sau Medicină, 1970
47. Wolfgang Ketterle, Fizică, 2001
48. Henry Kissinger*, Pace, 1973
49. Klaus von Klitzing, Fizică, 1985
50. Robert Koch, Fiziologie sau Medicină, 1905
51. Georges J.F. Kohler*, Fiziologie sau Medicină, 1984
52. Albrecht Kossel, Fiziologie sau Medicină, 1910
53. Herbert Kroemer*, Fizică, 2000
54. Richard Kuhn, Austria Chimie 1938
55. Max von Laue, Fizică, 1914
56. Philipp Lenard, (atunci Imperiul Austriac, acum Slovacia), Fizică, 1905
57. Feodor Felix Konrad Lynen, Fiziologie sau Medicină, 1964
58. Thomas Mann, Literatură, 1929
59. Otto Fritz Meyerhof, Fiziologie sau Medicină, 1922
60. Hartmut Michel, Chimie, 1988
61. Theodor Mommsen, (atunci Danemarca), Literatură, 1902
62. Rudolf Mössbauer, Fizică, 1961
63. Herta Müller,  Literatură, 2009
64. Erwin Neher, Fiziologie sau Medicină, 1991
65. Walther Nernst, Chimie, 1920
66. Christiane Nüsslein-Volhard, Fiziologie sau Medicină, 1995
67. Carl von Ossietzky, Pace, 1935
68. Wilhelm Ostwald, acum Letonia, Chimie, 1909
69. Wolfgang Paul, Fizică, 1989
70. Max Karl Ernst Ludwig Planck, (atunci Danemarca), Fizică, 1918
71. John Charles Polanyi*, Chimie, 1986
72. Ludwig Quidde, (atunci Bremen), Pace, 1927
73. Wilhelm Conrad Röntgen, (atunci Prusia), Fizică, 1903
74. Ernst Ruska, Fizică, 1986
75. Nelly Sachs*, Literatură, 1966
76. Bert Sakmann, Fiziologie sau Medicină, 1991
77. Albert Schweitzer*, (acum Franța), Pace, 1952
78. Reinhard Selten, Economie, 1994
79. Hans Spemann, Fiziologie sau Medicină, 1935
80. Johannes Stark, Fizică, 1919
81. Hermann Staudinger, Chimie, 1953
82. Jack Steinberger*, Fizică, 1988
83. Horst L. Störmer*, Fizică, 1998
84. Gustav Stresemann, Pace, 1926
85. Otto Wallach, Chimie, 1910
86. Otto Heinrich Warburg, Fiziologie sau Medicină, 1931
87. Heinrich Otto Wieland, Chimie, 1927
88. Wilhelm Wien, (atunci Prusia), Fizică, 1911
89. Richard Willstätter, Chimie, 1915
90. Adolf Otto Reinhold Windaus, Chimie, 1928
91. Georg Wittig, Chimie, 1979
92. Karl Ziegler, Chimie, 1963
93. Richard Adolf Zsigmondy, (atunci Imperiul Austriac, acum Austria), Chimie, 1925

## Ghana
1. Kofi Annan, Pace, 2001

## Grecia
1. Odysseas Elytis, Literatură, 1979
2. Giorgos Seferis, (atunci Ottoman Asia Minor, acum Turcia), Literatură, 1963

## Guatemala
1. Miguel Ángel Asturias, Literatură, 1967
2. Rigoberta Menchú, Pace, 1992

## India
1. Subrahmanyan Chandrasekhar* (atunci India britanică, acum Pakistan), Fizică, 1983
2. Har Gobind Khorana*, (atunci India britanică, acum Pakistan), Fiziologie sau Medicină, 1968
3. Sir Vidiadhar Surajprasad Naipaul, Literatură, 2000
4. C.V. Raman, Fizică, 1930
5. Amartya Sen*, Economie, 1998
6. Rabindranath Tagore, Literatură, 1913
7. Maica Tereza, Republica Macedonia, Pace, 1979
8. Venkatraman Ramakrishnan*, Chimie, 2009

## Internațional
1. Amnesty International, Pace, 1977
2. International Atomic Energy Agency, Pace, 2005
3. International Campaign to Ban Landmines, Pace, 1997
4. International Committee of the Red Cross, Pace, 1917 and 1963
5. Institute of International Law, Pace, 1904
6. International Labour Organization, Pace, 1969
7. International Physicians for the Prevention of Nuclear War, Pace, 1985
8. League of Red Cross Societies, Pace, 1963
9. Médecins Sans Frontières, Pace, 1999
10. Nansen International Office for Refugees, Pace, 1938
11. Office of the United Nations High Commissioner for Refugees, Pace, 1954 and 1981
12. Permanent International Pace Bureau, (acum the International Bureau of Pace), Pace, 1910
13. United Nations, Pace, 2001
14. United Nations Children's Fund, Pace, 1965
15. United Nations Pacekeeping Forces, Pace, 1988

## Iran
1. Shirin Ebadi, Pace, 2003

## Irlanda
1. Samuel Beckett, Literatură, 1969
2. Seamus Heaney, Regatul Unit, Literatură, 1995
3. Seán MacBride, Franța, Pace, 1974
4. George Bernard Shaw*, Literatură, 1925
5. William Butler Yeats, Literatură, 1923
6. Ernest Thomas Sinton Walton , Fizică, 1951

## Islanda
1. Halldór Laxness, Literatură, 1955

## Israel
1. Samuel Joseph Agnon, Austria, Literatură, 1966
2. Robert Aumann, Germania, Economie, 2005
3. Menachem Begin, Polonia, Pace, 1978
4. Aaron Ciechanover, Chimie, 2004
5. Avram Herșko, Ungaria, Chimie, 2004
6. Daniel Kahneman*, Economie, 2002
7. Shimon Peres, Polonia, Pace, 1994
8. Itzhak Rabin*, (atunci British Mandate of Palestine), Pace, 1994

## Italia
1. Daniel Bovet, Switzerland, Fiziologie sau Medicină, 1957
2. Giosuè Carducci, Literatură, 1906
3. Grazia Deledda, Literatură, 1926
4. Renato Dulbecco*, Fiziologie sau Medicină, 1975
5. Enrico Fermi, Fizică, 1938
6. Riccardo Giacconi*, Fizică, 2002
7. Camillo Golgi, Fiziologie sau Medicină, 1906
8. Dario Fo, Literatură, 1997
9. Rita Levi-Montalcini*, Fiziologie sau Medicină, 1986
10. Salvador Luria*, Fiziologie sau Medicină, 1969
11. Guglielmo Marconi, Fizică, 1909
12. Franco Modigliani, Economie, 1985
13. Ernesto Teodoro Moneta, Pace, 1907
14. Eugenio Montale, Literatură, 1975
15. Giulio Natta, Chimie, 1963
16. Luigi Pirandello, Literatură, 1934
17. Salvatore Quasimodo, Literatură, 1959
18. Carlo Rubbia, Fizică, 1984
19. Emilio Segrè, Fizică, 1959

## Japonia
1. Leo Esaki, Fizică, 1973
2. Kenichi Fukui, Chimie, 1981
3. Yasunari Kawabata, Literatură, 1968
4. Masatoshi Koshiba, Fizică, 2002
5. Ryoji Noyori, Chimie, 2001
6. Kenzaburo Oe, Literatură, 1994
7. Eisako Sato, Pace, 1974
8. Hideki Shirakawa, Chimie, 2000
9. Koichi Tanaka, Chimie, 2002
10. Shinichirou Tomonaga, Fizică, 1965
11. Susumu Tonegawa*, Fiziologie sau Medicină, 1987
12. Hideki Yukawa, Fizică, 1949

## Kenya
1. Wangari Maathai, Pace, 2004

## Lituania
1. Czesław Miłosz*, Literatură, 1980

## Mexic
1. Mario J. Molina*, Chimie, 1995
2. Octavio Paz, Literatură, 1990
3. Alfonso García Robles, Pace, 1982

## Myanmar
1. Aung San Suu Kyi, (atunci Burma), Pace, 1991

## Noua Zeelandă
1. Alan MacDiarmid*, Chimie, 2000
2. Ernest Rutherford*, Chimie, 1908
3. Maurice Wilkins*, Fiziologie sau Medicină, 1962

## Nigeria
1. Wole Soyinka, Literatură, 1986

## Norvegia
1. Bjørnstjerne Bjørnson, Literatură, 1903
2. Knut Hamsun, Literatură, 1920
3. Christian Lous Lange, Pace, 1921
4. Fridtjof Nansen, Pace, 1922
5. Sigrid Undset, Literatură, 1928
6. Odd Hassel, Chimie, 1969
7. Ragnar Frisch, Economie, 1969
8. Ivar Giaever, Fizică, 1973
9. Trygve Haavelmo, Economie, 1989
10. Finn Kydland, Economie, 2004

## Pakistan
1. Abdus Salam, , Fizică, 1979

## Polonia
1. Menachem Begin*, (atunci Rusia poloneză, acum Belarus), Pace, 1978
2. Georges Charpak *, Polonia-Franța, 1992
3. Marie Skłodowska-Curie, (dinVarșovia, atunci Rusia poloneză), Fizică, 1903 și Chimie, 1911
4. Raold Hoffmann*, Polonia, 1981
5. Czesław Miłosz, Lituania, Literatură, 1980
6. Șimon Peres*, (atunci Polonia, acum Belarus), Pace, 1994
7. Tadeusz Reichstein*, Polonia-Elveția, 1978
8. Władysław Reymont, (atunci Rusia poloneză), Literatură, 1924
9. Józef Rotblat*, (atunci Rusia poloneză), Pace, 1995
10. Andrzej W. Schally*, (atunci Polonia, acum Lituania), Fiziologie sau Medicină, 1977
11. Henryk Sienkiewicz, (atunci Rusia poloneză), Literatură, 1905
12. Isaac Bashevis Singer*, (atunci Rusia poloneză), Literatură, 1978
13. Wisława Szymborska, Literatură, 1996
14. Lech Wałęsa, Pace, 1983

## Portugalia
1. Egas Moniz, Portugalia, Medicină, 1949
2. José Saramago, Portugalia, Literatură, 1998

## Puerto Rico
1. Juan Ramón Jiménez, Spania, Literatură, 1956

## Regatul Unit
1. Edgar Douglas Adrian, 1st Baron Adrian, Fiziologie sau Medicină, 1932
2. Sir Norman Angell, Pace, 1933
3. Sir James W. Black, Fiziologie sau Medicină, 1988
4. Sydney Brenner*, Africa de Sud, Fiziologie sau Medicină, 2002
5. John Boyd Orr, Pace, 1949
6. William Henry Bragg, Fizică, 1915
7. William Lawrence Bragg, Australia, Fizică, 1915 (cel mai tânăr laureat)
8. Elias Canetti, Bulgaria, Literatură, 1981
9. Robert Cecil, Pace, 1937
10. Austen Chamberlain, Pace, 1925
11. Winston Churchill, Literatură, 1953
12. Ronald Coase, Economie, 1991
13. John Warcup Cornforth, Australia, Chimie, 1975
14. Mairead Corrigan, Pace, 1976
15. William Randal Cremer, Pace, 1903
16. Francis Crick, Fiziologie sau Medicină, 1962
17. Paul Dirac, Fizică, 1933
18. Christian de Duve*, Fiziologie sau Medicină, 1974
19. T. S. Eliot, SUA, Literatură, 1948
20. Howard Walter Florey, Australia, Fiziologie sau Medicină, 1945
21. Dennis Gabor, Ungaria, Fizică, 1971
22. John Galsworthy, Literatură, 1932
23. William Golding, Literatură, 1983
24. Clive W. J. Granger*, Economie, 2003
25. Seamus Heaney*, Literatură, 1995
26. Arthur Henderson, Pace, 1934
27. John Hicks, Economie, 1972
28. Alan Lloyd Hodgkin, Fiziologie sau Medicină, 1963
29. Godfrey Hounsfield, Fiziologie sau Medicină, 1979
30. John Hume, Pace, 1998
31. Tim Hunt, Fiziologie sau Medicină, 2001
32. Andrew Huxley, Fiziologie sau Medicină, 1963
33. Niels Kaj Jerne*, Fiziologie sau Medicină, 1984
34. Bernard Katz, Germania, Fiziologie sau Medicină, 1970
35. Rudyard Kipling, India, Literatură, 1907
36. Harold Kroto, Chimie, 1996
37. Anthony J. Leggett*, Fizică, 2003
38. Arthur Lewis , Sfânta Lucia, Economie, 1979
39. Peter Mansfield, Fiziologie sau Medicină, 2003
40. James Meade, Economie, 1977
41. Peter Medawar, Brazilia, Fiziologie sau Medicină, 1960
42. César Milstein, Argentina, Fiziologie sau Medicină, 1984
43. James A. Mirrlees, Economie, 1996
44. Vidiadhar Surajprasad Naipaul, Trinidad-Tobago, Literatură, 2001
45. Philip Noel-Baker, Pace, 1959
46. Paul Nurse, Fiziologie sau Medicină, 2001
47. Harold Pinter, Literatură, 2005
48. John A. Pople, Chimie, 1998
49. Rodney Porter, Fiziologie sau Medicină, 1972
50. Owen Willans Richardson, Fizică, 1928
51. Richard J. Roberts*, Fiziologie sau Medicină, 1993
52. Józef Rotblat, Polonia, Pace, 1995
53. Bertrand Russell, Literatură, 1950
54. Ernest Rutherford, Noua Zeelandă, Chimie, 1908
55. George Bernard Shaw, Irlanda, Literatură, 1925
56. Charles Scott Sherrington, Fiziologie sau Medicină, 1932
57. Richard Stone, Economie, 1984
58. John Strutt, Fizică, 1904
59. John E. Sulston, Fiziologie sau Medicină, 2002
60. Joseph John Thomson, Fizică, 1906
61. Nikolaas Tinbergen, Țările de Jos, Fiziologie sau Medicină, 1973
62. David Trimble, Pace, 1998
63. John R. Vane, Fiziologie sau Medicină, 1982
64. Patrick White*, Literatură, 1973
65. Maurice Wilkins, Noua Zeelandă, Fiziologie sau Medicină, 1962
66. Betty Williams, Pace, 1976
67. Charles Thomson Rees Wilson, Fizică, 1927
68. Venkatraman Ramakrishnan, India , Chimie, 2009

## Republica Cehă
1. Carl Cori*, (atunci Austro-Ungaria), Fiziologie sau Medicină, 1947[3]
2. Gerty Cori*, (atunci Austro-Ungaria), Fiziologie sau Medicină, 1947
3. Jaroslav Heyrovský, (atunci Austro-Ungaria), Chimie, 1959
4. Jaroslav Seifert, (atunci Austro-Ungaria), Literatură, 1984
5. Bertha von Suttner*, (atunci Imperiul Austriac), Pace, 1905
6. Peter Grünberg*, Fizică, 2007

## Republica Macedonia
1. Maica Tereza*, (atunci Imperiul Otoman), Pace, 1979

## România
1. Stefan W. Hell*, Chimie, 2014
2. Herta Müller*, Literatură, 2009
3. George Emil Palade*, Fiziologie sau Medicină, 1974
4. Elie Wiesel*, Pace, 1986
5. Ioan Moraru*, (în calitate de co-președinte al organizației "Medicii lumii împotriva războiului nuclear"), Pace, 1985

## RusiașiURSS
1. Alexei A. Abrikosov, Fizică, 2003
2. Jores I. Alfiorov, Fizică, 2000
3. Nikolai G. Basov, Fizică, 1964
4. Iosif Aleksandrovich Brodsky*, Literatură, 1987
5. Ivan Bunin*, Literatură, 1933
6. Pavel Alexeevici Cerenkov, Fizică, 1958
7. Ilia Mihailovici Frank, Fizică, 1958
8. Vitali L. Ghinzburg, Fizică, 2003
9. Mihail Gorbaciov, Pace, 1990
10. Leonid Kantorovici, Economie, 1975
11. Piotr Kapița, Fizică, 1978
12. Lev Davidovici Landau, Fizică, 1962
13. Ilia Mecinikov, Fiziologie sau Medicină, 1908
14. Boris Pasternak, Literatură, 1958 (obligat de regimul totalitar să refuze premiul)
15. Ivan Pavlov, Fiziologie sau Medicină, 1904
16. Aleksandr Prohorov, Fizică, 1964
17. Andrei Dmitrievich Sakharov, Pace, 1975
18. Nikolai Semionov, Chimie, 1956
19. Mihail Șolohov, Literatură, 1965
20. Alexandr Soljenițîn, Literatură, 1970
21. Igor Evghenievici Tamm, Fizică, 1958

## Sfânta Lucia
1. Arthur Lewis*, Economie, 1979
2. Derek Walcott, Literatură, 1992

## Spania
1. José Echegaray, Literatură, 1904
2. Santiago Ramón y Cajal, Fiziologie sau Medicină, 1906
3. Jacinto Benavente, Literatură, 1922
4. Juan Ramón Jiménez, Literatură, 1956
5. Severo Ochoa, Fiziologie sau Medicină, 1959
6. Vicente Aleixandre, Literatură, 1977
7. Camilo José Cela, Literatură, 1989
8. Mario Vargas Llosa Peru, Literatură, 2010

## SUA
1. Jane Addams, Pace, 1931
2. Luis Alvarez, Fizică, 1968
3. American Friends Service Committee (The Quakers), Pace, 1947
4. Carl Anderson, Fizică, 1936
5. Philip Anderson,Fizică, 1977
6. Richard Axel, Fiziologie sau Medicină, 2004
7. Julius Axelrod, Fiziologie sau Medicină, 1970
8. Emily G. Balch, Pace, 1946
9. David Baltimore, Fiziologie sau Medicină, 1975
10. George Beadle, Fiziologie sau Medicină, 1958
11. Georg von Békésy, Ungaria, Fiziologie sau Medicină, 1961
12. Saul Bellow, Canada, Literatură, 1976
13. Baruj Benacerraf, Venezuela, Fiziologie sau Medicină, 1980
14. J. Michael Bishop, Fiziologie sau Medicină, 1989
15. Günter Blobel, Germania, Fiziologie sau Medicină, 1999
16. Nicolaas Bloembergen, Olanda, Fizică, 1981
17. Baruch S. Blumberg, Fiziologie sau Medicină, 1976
18. Norman Borlaug, Pace, 1970
19. Sydney Brenner, Africa de Sud, Fiziologie sau Medicină, 2002
20. Iosif Brodski, Rusia, Literatură, 1987
21. Michael S. Brown, Fiziologie sau Medicină, 1985
22. Linda B. Buck, Fiziologie sau Medicină, 2004
23. Pearl S. Buck, Literatură, 1938
24. Ralph J. Bunche, Pace, 1950
25. Nicholas M. Butler, Pace, 1931
26. Jimmy Carter, Pace, 2002
27. Thomas R. Cech, Chimie, 1989
28. Subrahmanyan Chandrasekhar, India, Fizică, 1983
29. Steven Chu, Fizică, 1997
30. Stanley Cohen, Fiziologie sau Medicină, 1986
31. Carl Cori, Austria, Fiziologie sau Medicină, 1947
32. Gerty Cori, Austria, Fiziologie sau Medicină, 1947
33. Allan M. Cormack, Africa de Sud, Fiziologie sau Medicină, 1979
34. Eric Allin Cornell, Fizică, 2001
35. Raymond Davis Jr., Fizică, 2002
36. Charles G. Dawes, Pace, 1925
37. Hans G. Dehmelt, Germania, Fizică, 1989
38. Max Delbrück, Germania, Fiziologie sau Medicină, 1969
39. Renato Dulbecco, Italia, Fiziologie sau Medicină, 1975
40. Gerald Edelman, Fiziologie sau Medicină, 1972
41. Gertrude B. Elion, Fiziologie sau Medicină, 1988
42. T. S. Eliot*, Literatură, 1948
43. William Faulkner, Literatură, 1949
44. Richard P. Feynman, Fizică, 1965
45. Ben Mottelson*, Fizică, 1975
46. Edmond H. Fischer, China, Fiziologie sau Medicină, 1992
47. William A. Fowler, Fizică, 1983
48. Jerome I. Friedman, Fizică, 1990
49. Milton Friedman, Economie, 1976
50. Robert F. Furchgott, Fiziologie sau Medicină, 1998
51. Daniel Carleton Gajdusek, Fiziologie sau Medicină, 1976
52. Murray Gell-Mann, Fizică, 1969
53. Riccardo Giacconi, Italia, Fizică, 2002
54. Alfred G. Gilman, Fiziologie sau Medicină, 1994
55. Joseph L. Goldstein, Fiziologie sau Medicină, 1985
56. Paul Greengard, Fiziologie sau Medicină, 2000
57. David J. Gross, Fizică, 2004
58. Roger Guillemin, France, Fiziologie sau Medicină, 1977
59. Samuel Chao Chung Ting, Fizică, 1976
60. John Charles Harsanyi, Ungaria, Economie, 1994
61. Haldan Keffer Hartline, Fiziologie sau Medicină, 1967
62. Leland H. Hartwell, Fiziologie sau Medicină, 2001
63. Ernest Hemingway, Literatură, 1954
64. Philip S. Hench, Fiziologie sau Medicină, 1950
65. Alfred Hershey, Fiziologie sau Medicină, 1969
66. George H. Hitchings, Fiziologie sau Medicină, 1988
67. Robert W. Holley, Fiziologie sau Medicină, 1968
68. H. Robert Horvitz, Fiziologie sau Medicină, 2002
69. David H. Hubel, Canada, Fiziologie sau Medicină, 1981
70. Charles B. Huggins, Canada, Fiziologie sau Medicină, 1966
71. Cordell Hull, Pace, 1945
72. Russell A. Hulse, Fizică, 1993
73. Louis J. Ignarro, Fiziologie sau Medicină, 1998
74. Daniel Kahneman, Israel, Economie, 2002
75. Eric R. Kandel, Austria, Fiziologie sau Medicină, 2000
76. Frank B. Kellogg, Pace, 1929
77. Edward C. Kendall, Fiziologie sau Medicină, 1950
78. Henry W. Kendall, Fizică, 1990
79. Har Gobind Khorana, India Fiziologie sau Medicină, 1968
80. Jack Kilby, Fizică, 2000
81. Martin Luther King, Jr., Pace, 1964
82. Henry Kissinger, Germania, Pace, 1973
83. Walter Kohn, Austria, Chimie, 1998
84. Arthur Kornberg, Fiziologie sau Medicină, 1959
85. Edwin G. Krebs, Fiziologie sau Medicină, 1992
86. Herbert Kroemer, Germania, Fizică, 2000
87. Robert B. Laughlin, Fizică, 1998
88. Paul C. Lauterbur, Fiziologie sau Medicină, 2003
89. Joshua Lederberg, Fiziologie sau Medicină, 1958
90. Leon M. Lederman, Fizică, 1998
91. David M. Lee, Fizică, 1996
92. Anthony J. Leggett, Regatul Unit, Fizică, 2003
93. Rita Levi-Montalcini, Italia, Fiziologie sau Medicină, 1986
94. Edward B. Lewis, Fiziologie sau Medicină, 1995
95. Salvador Luria, Italia, Fiziologie sau Medicină, 1969
96. Alan MacDiarmid, Noua Zeelandă, Chimie, 2000
97. Barbara McClintock, Fiziologie sau Medicină, 1983
98. George C. Marshall, Pace, 1953
99. Czesław Miłosz, Lituania, Literatură, 1980
100. Toni Morrison, Literatură, 1993
101. John R. Mott, Pace, 1946
102. Ferid Murad, Fiziologie sau Medicină, 1998
103. Joseph E. Murray, Fiziologie sau Medicină, 1990
104. John Forbes Nash, Economie, 1994
105. Daniel Nathans, Fiziologie sau Medicină, 1978
106. George Andrew Olah, Ungaria, Chimie, 1994
107. Eugene O'Neill, Literatură, 1936
108. Marshall Warren Nirenberg, Fiziologie sau Medicină, 1968
109. Severo Ochoa, Spania, Fiziologie sau Medicină, 1959
110. Douglas D. Osheroff, Fizică, 1996
111. George E. Palade, România, Fiziologie sau Medicină, 1974
112. Linus C. Pauling, Chimie, 1954 și Pace, 1962
113. Martin L. Perl, Fizică, 1995
114. William D. Phillips, Fizică, 1997
115. H. David Politzer, Fizică, 2004
116. Stanley B. Prusiner, Fiziologie sau Medicină, 1997
117. Norman F. Ramsey, Fizică, 1989
118. Frederick Reines, Fizică, 1995
119. Robert C. Richardson, Fizică, 1996
120. Martin Rodbell, Fiziologie sau Medicină, 1994
121. Richard J. Roberts, Regatul Unit, Fiziologie sau Medicină, 1993
122. Theodore Roosevelt, Pace, 1906
123. Elihu Root, Pace, 1912
124. Francis Peyton Rous, Fiziologie sau Medicină, 1966
125. Andrzej W. Schally, Polonia, Fiziologie sau Medicină, 1977
126. Thomas Schelling, Economie, 2005
127. Melvin Schwartz, Fizică, 1988
128. Julian Schwinger, Fizică, 1965
129. Phillip A. Sharp, Fiziologie sau Medicină, 1993
130. Clifford G. Shull, Fizică, 1994
131. Isaac Bashevis Singer, Polonia, Literatură, 1978
132. Hamilton O. Smith, Fiziologie sau Medicină, 1978
133. George D. Snell, Fiziologie sau Medicină, 1980
134. Roger W. Sperry, Fiziologie sau Medicină, 1981
135. John Steinbeck, Literatură, 1962
136. Jack Steinberger, Germania, Fizică, 1988
137. Horst L. Störmer, Germania, Fizică, 1998
138. Earl Wilbur Sutherland Jr., Fiziologie sau Medicină, 1971
139. Edward Tatum, Fiziologie sau Medicină, 1958
140. Joseph H. Taylor Jr., Fizică, 1993
141. Howard Martin Temin, Fiziologie sau Medicină, 1975
142. E. Donnall Thomas, Fiziologie sau Medicină, 1990
143. Susumu Tonegawa, Japonia, Fiziologie sau Medicină, 1987
144. Daniel C. Tsui, China, Fizică, 1998
145. Harold E. Varmus, Fiziologie sau Medicină, 1989
146. George Wald, Fiziologie sau Medicină, 1967
147. James D. Watson, Fiziologie sau Medicină, 1962
148. Carl E. Wieman, Fizică, 2001
149. Eric F. Wieschaus, Fiziologie sau Medicină, 1995
150. Elie Wiesel, România, Pace, 1986
151. Torsten Wiesel, Suedia, Fiziologie sau Medicină, 1981
152. Eugene Wigner, Ungaria, Fizică, 1963
153. Frank Wilczek, Fizică, 2004
154. Jody Williams, Pace, 1997
155. Kenneth G. Wilson, Fizică, 1982
156. Roger Tsien, Chimie, 2008
157. Woodrow Wilson, Pace, 1919
158. Rosalyn Yalow, Fiziologie sau Medicină, 1977
159. Barack Obama, Pace, 2009
160. Thomas A. Steitz, Chimie, 2009
161. Willard S. Boyle, Canada, Fizică, 2009
162. George E. Smith, Fizică, 2009

## Suedia
1. Svante Arrhenius, Chimie, 1903
2. Klas Pontus Arnoldson, Pace, 1908
3. Selma Lagerlöf, Literatură, 1909
4. Gustaf Dalén, Fizică, 1912
5. Carl Gustaf Verner von Heidenstam, Literatură, 1916
6. Hjalmar Branting, Pace, 1921
7. Karl Manne Georg Siegbahn, Fizică, 1924
8. Nathan Söderblom, Pace, 1930
9. Erik Axel Karlfeldt, Literatură, 1931
10. Pär Lagerkvist, Literatură, 1951
11. Dag Hammarskjöld, Pace, 1961 (postum)
12. Nelly Sachs, Germania, Literatură, 1966
13. Ragnar Granit, Finlanda, Fiziologie sau Medicină, 1967
14. Ulf von Euler, Fiziologie sau Medicină, 1970
15. Eyvind Johnson, Literatură, 1974
16. Harry Martinson, Literatură, 1974
17. Torsten Wiesel*, Fiziologie sau Medicină, 1981
18. Kai Manne Börje Siegbahn, Fizică, 1981
19. Sune Bergström, Fiziologie sau Medicină, 1982
20. Bengt I. Samuelsson, Fiziologie sau Medicină, 1982
21. Alva Myrdal, Pace, 1982
22. Arvid Carlsson, Fiziologie sau Medicină, 2000

## Taiwan
1. Yuan T. Lee, Chimie, 1986

## Timorul de Est
1. Carlos Felipe Ximenes Belo, (atunci Timorul Portughez), Pace, 1996
2. José Ramos Horta, (atunci Timorul Portughez), Pace, 1996

## Trinidad-Tobago
1. Vidiadhar Surajprasad Naipaul*, Literatură, 2001

## Turcia
- Orhan Pamuk, Literatură, 2006

## Țările de Jos
1. Jacobus Henricus van 't Hoff, Chimie, 1901
2. Hendrik Antoon Lorentz, Fizică, 1902
3. Pieter Zeeman, Fizică, 1902
4. Johannes Diderik van der Waals, Fizică, 1910
5. Tobias Asser, Pace, 1911
6. Heike Kamerlingh Onnes, Fizică, 1913
7. Willem Einthoven, Fiziologie sau Medicină, 1924
8. Christiaan Eijkman, Fiziologie sau Medicină, 1929
9. Peter Debye, Chimie, 1936
10. Frits Zernike, Fizică, 1953
11. Jan Tinbergen, Economie, 1969
12. Nikolaas Tinbergen*, Fiziologie sau Medicină, 1973[4]
13. Tjalling Koopmans, Economie, 1975
14. Nicolaas Bloembergen*, Fizică, 1981
15. Simon van der Meer, Fizică, 1984
16. Paul Crutzen, Chimie, 1995
17. Gerardus 't Hooft, Fizică, 1999
18. Martinus J.G. Veltman, Fizică, 1999

## Ungaria
1. Lénárd Fülöp*, (atunci Austro-Ungaria), Fizică, 1905
2. Bárány Róbert, (atunci Austro-Ungaria), Fiziologie sau Medicină, 1914
3. Zsigmondy Richárd, Chimie, 1925
4. Albert Szent-Györgyi, Fiziologie sau Medicină, 1937
5. George de Hevesy, Chimie, 1943
6. Georg von Békésy*, Fiziologie sau Medicină, 1961
7. Eugene Wigner*, Fizică, 1963
8. Dennis Gabor*, Fizică, 1971
9. Polányi János*, Chimie, 1986
10. John Harsanyi*, Economie, 1994
11. George Andrew Olah*, Chimie, 1994
12. Imre Kertész, Literatură, 2002
13. Avram Hershko*, Chimie, 2004

## Vietnam
1. Le Duc Tho, (atunci Indochina franceză), Pace, 1973 (refuzat)

## Venezuela
1. Baruj Benacerraf*, Fiziologie sau Medicină, 1980